# Umtaliella rhodesiensis
Umtaliella rhodesiensis is een hooiwagen uit de familie Assamiidae.